# Tetanopsis typicus
Tetanopsis typicus är en kräftdjursart som beskrevs av Brady 1910. Tetanopsis typicus ingår i släktet Tetanopsis och familjen Ectinosomatidae. Inga underarter finns listade i Catalogue of Life.